# Jinaicho
 (avril 2024).
Jinaichō (寺内町) désigne des établissements autonomes formés autour de temples bouddhistes ou de dojos, érigés au Japon par la secte Jōdo Shinshū, du Moyen Âge tardif jusqu'au début de la période moderne. La prononciation jinaimachi est également utilisée.
Orientées défensivement, ces communautés étaient entourées de douves et de terrassements et habitées par des croyants, des marchands et des artisans.

## Étymologie
Le nom signifie littéralement temple (寺, ji) dans (内, nai) ville (町, chō), ou villes intérieures au monastère.

## Histoire
Les jinaichō émergent vers la fin du Moyen Âge autour des monastères bouddhiques de la secte de la Terre Pure appartenant à la branche du Honganji.

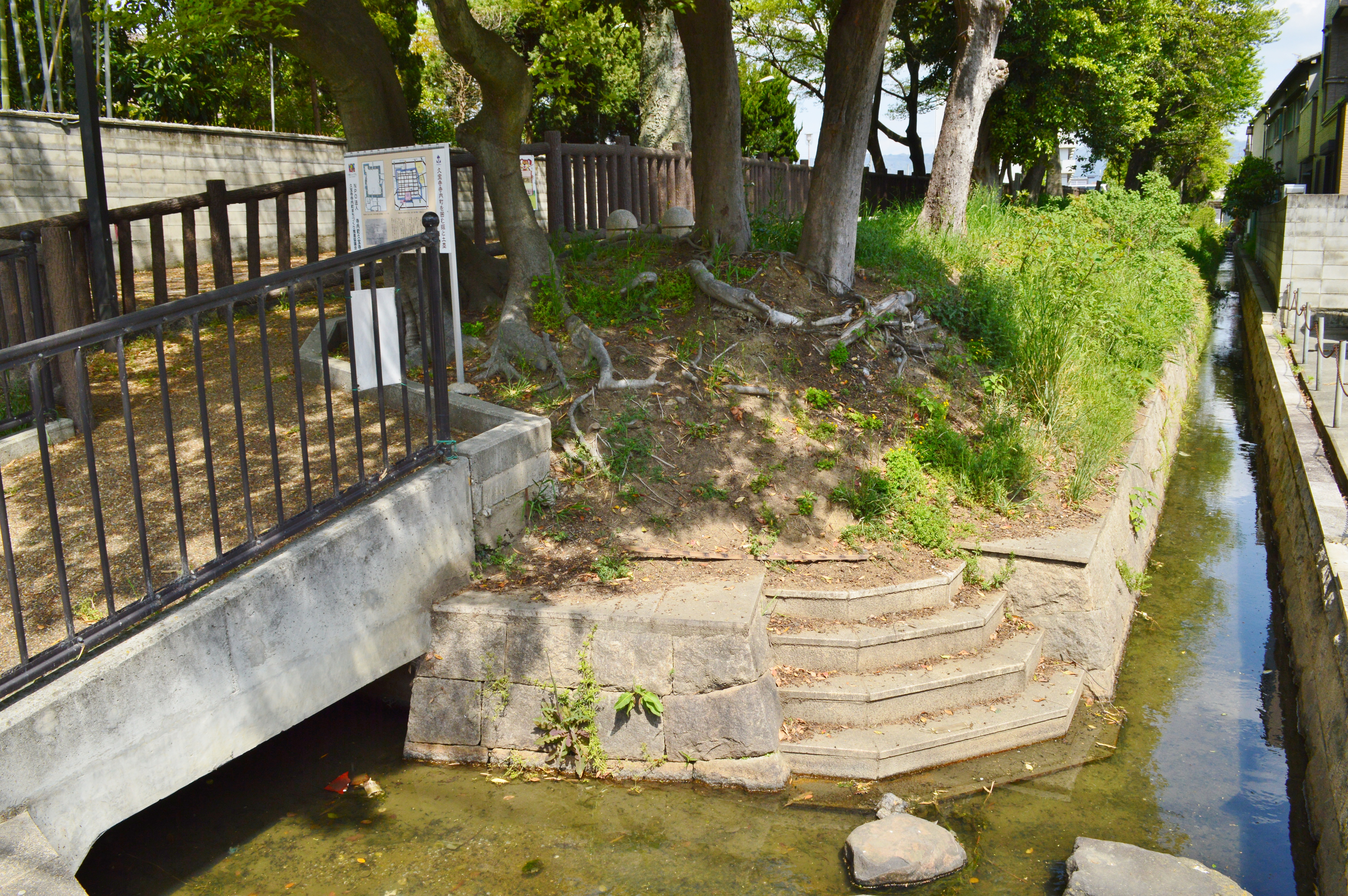
Le fossé qui séparait la ville du temple Kuboujiji Jinaichō, à Yao (préfecture d'Osaka).

On parle également de jinaichō en référence aux villes construites par d'autres sectes bouddhistes telles que zen, hokke et nichiren de la fin du Moyen Âge au début des périodes modernes.
Les jinaichō étaient des communautés autonomes dirigées par la secte Jōdo Shinshū durant la période Muromachi. Formées autour des temples, elles offraient protection aux habitants. Caractérisées par leurs fonctions défensives, notamment les douves et les remparts de terre, ces communautés servaient de refuge aux dévots bouddhistes et à la population locale en période de troubles.
Bien que certaines villes-temples aient décliné ou disparu au fil de l'histoire, celles qui subsistent aujourd'hui, telles que Tondabayashi et Imai-chō, ont bénéficié du système de préservation des districts pour les ensembles de bâtiments traditionnels. Chaque ville-temple a ainsi été réaménagée pour mettre en valeur son paysage historique, où marchands et commerçants cohabitaient.

## Aperçu
La plupart des jinaichō étaient entourées de douves et comprenaient des installations religieuses, des résidences de personnalités religieuses et des maisons de citoyens. Notamment, Yoshizaki Gobo, Yamashina Honganji et Osaka Honganji ont servi de bases stratégiques montrant des similitudes avec les villes-châteaux de la période des Royaumes combattants, Yamashina Honganji étant considérée comme la première ville fortifiée du Japon. Les attributs défensifs d'Osaka Honganji, notamment la construction d'un grand « yagura » (donjon), étaient particulièrement remarquables à l'époque.
L'établissement de diverses jinaichō s'est généralement concentré autour de la période Sengoku, avec des villes comme Tenma dans la province de Settsu et Yao dans la province de Kawachi établies grâce aux dons de Toyotomi Hideyoshi en 1585 et Tokugawa Ieyasu en 1607, respectivement. La construction s'est largement répandue dans les régions avancées de Kinai mais s'est étendue sur une vaste zone de l'archipel japonais, y compris Hakata dans la province de Kyushu et Chikuzen, et la région de Hokuriku.
Les jinaichō recevait souvent du droit de « kendan » (inspection) des seigneurs féodaux, permettant aux habitants de se gouverner eux-mêmes. Ils obtinrent également des privilèges tels que le « za » (droits de guilde), l'exemption du « kuji » (fonctions publiques), le « tokusei » (lois sur l'allégement de la dette) et l'exemption du « kuni-shichi » et du « sho-shichi » (types de actions sur gages), ce qui entraîne une baisse de la pression fiscale pour les résidents.
Elles représentent l'une des formes les plus avancées d'intégration urbaine médiévale de la religion, de l'économie et de la politique, et ont fait l'objet d'études en histoire religieuse, en histoire populaire et en histoire urbaine.

## Villes et temples bouddhistes
Les temples bouddhistes jouaient un rôle crucial dans les villes médiévales japonaises, stimulant leur croissance économique et sociale. Les sectes bouddhistes, formées en réponse à des besoins communautaires, attiraient ceux qui cherchaient à s'éloigner du système des castes rigide. Traditionnellement nomades, les prêtres ont commencé à se sédentariser, surtout durant les périodes de pluie, établissant des temples dans des lieux accessibles. Avec le temps, ces temples sont devenus des points focaux de la vie urbaine, renforcés par des structures imposantes, les « tojo », qui soulignaient leur importance dans le paysage urbain.

## Formation et développement desjinaichō
Elles se sont développées par étapes :
1. Avant les jinaichō : Les temples étaient des symboles d’autorité ;
2. Émergence des jinaichō : des salles publiques ont été construites pour le culte ;
3. Jinaichō centrales et régionales : il y avait des jinaichō principales et plus petites ;
4. Transformation des jinaichō : évolution au fil du temps.

Les adeptes du Jodo Shinshu ont conduit à la diffusion des jinaichō. Ils construisirent des villes autour des temples par solidarité religieuse.

## Jinaichōdans l’histoire urbaine
Elles faisait partie d'une tendance urbaine plus large. À Kyoto, la secte hokke a construit une zone fortifiée. Sakai et Hirano deviennent des villes fortifiées. C'était pour la défense et l'indépendance. Les guerriers construisaient des villes-châteaux, ou jokamachi.

## Liste des villes-temples

### Région du Chubu

#### Préfecture de Toyama
- Fushiki (ville de Takaoka, préfecture de Toyama) — Temple Shokoji
- Inami (ville de Nanto, préfecture de Toyama) — Zuisenji (le temple central de l'Etchu Ikko Ikki)
- Johana (ville de Nanto, préfecture de Toyama) — Temple Zentokuji (ville de Nanto)

#### Préfecture d'Ishikawa
- Kanazawa (ville de Kanazawa, préfecture d'Ishikawa) — Kanazawa Gobo (le temple central du Kaga Ikko Ikki)

#### Préfecture de Fukui
- Yoshizaki (ville d'Awara, préfecture de Fukui) — Yoshizaki Gobo

#### Préfecture d'Aichi

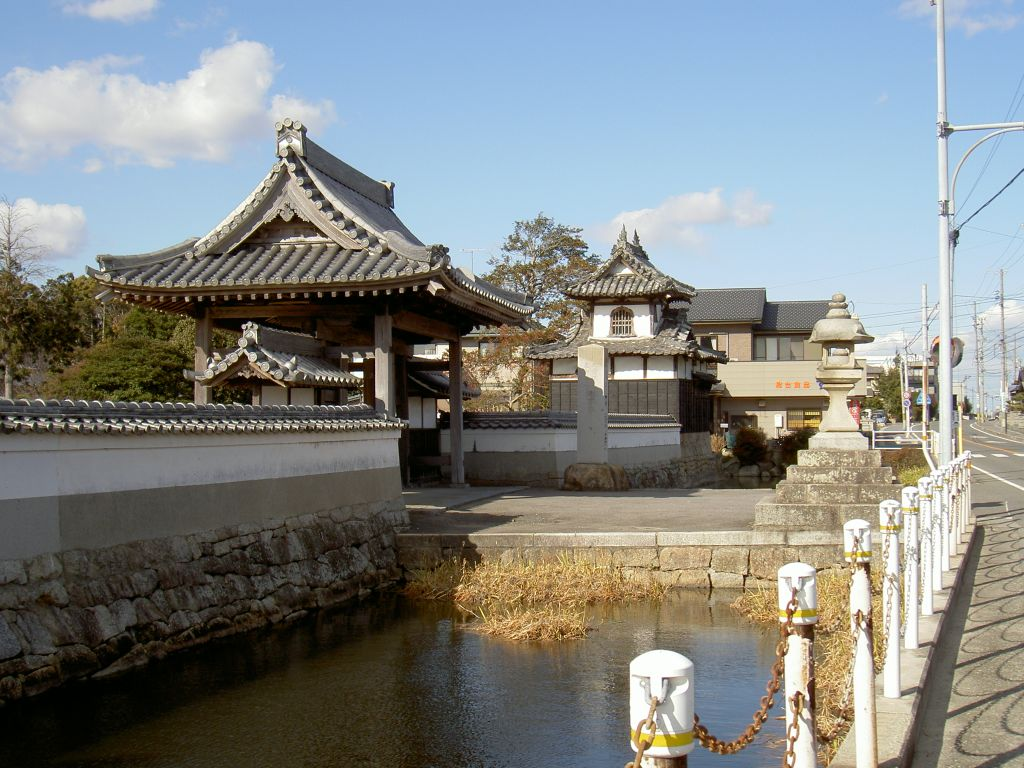
Temple Honshoji (Nodera Honbo)

- Nodera (ville de Nodera Préfecture d'Aichi, ville d'Anjo) — Temple Honshoji (Nodera Honbo). Le temple central du Mikawa Ikko Ikki.
- Toro (ville de Fukuoka, ville d'Okazaki) — Ancien temple Honshu (Toro Gobo). Le temple central du Mikawa Ikko Ikki.
- Sasaki (Kami-Sasaki-cho, ville d'Okazaki) — Ancien temple Jogu-ji (Sasaki Gobo). Le temple central du Mikawa Ikko Ikki.
- Harisaki (ville de Harizaki, ville d'Okazaki Okazaki) — Temple Katsukiji (Harisaki Gobo). Le temple central du Mikawa Ikko Ikki.

### Kinki

#### Préfecture de Mie
- Kawachi (ville de Nagashima, Kuwana, préfecture de Mie) — Temple Ganshoji. Le temple central du Nagashima Ikko Ikki.
- Isshinden (ville de Tsu, préfecture de Mie) — Senshuji (ville Jinauji de l'école Takada du bouddhisme Shinshu)

#### Préfecture de Shiga
- Kanamori (ville de Moriyama, préfecture de Shiga) — Temple Zenryuji, Kanamori Gobo
- Akanoi (ville de Moriyama, préfecture de Shiga) — Akanoi Higashibetsuin, Akanoi Nishibetsuin

#### Kyoto
- Yamashina (quartier Yamashina, ville de Kyoto, préfecture de Kyoto) — Temple Yamashina Honganji

#### Préfecture d'Osaka

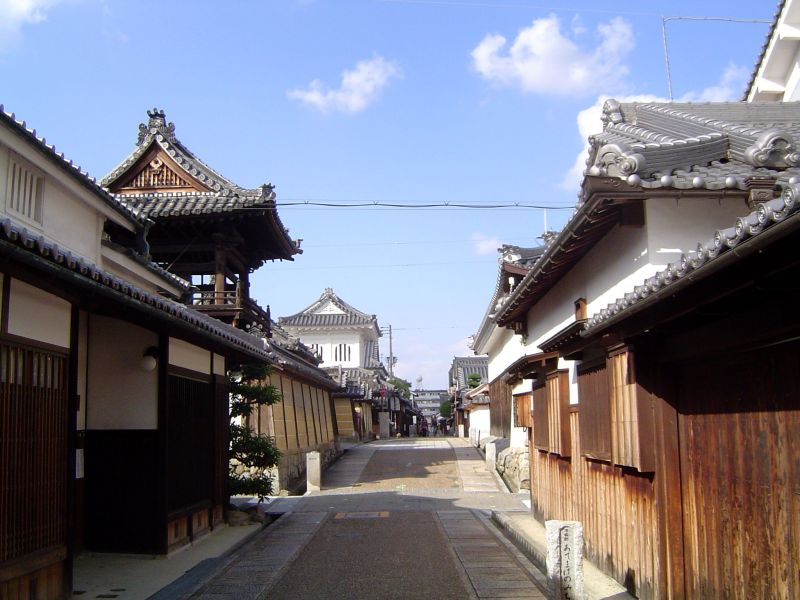
Tondabayashi Jinaimachi

- Osaka (Chuo-ku, ville d'Osaka, préfecture d'Osaka) — Temple Ishiyama Hongan-ji (le temple central de la bataille d'Ishiyama)
- Tenma (quartier Kita, ville d'Osaka, préfecture d'Osaka) — Temple Tenma Honganji
- Kaneda (quartier Kita, ville de Sakai, préfecture d'Osaka) — Temple Konenji, temple Butgenji, temple Chokoji, temple Saikoji (ville-temple de l'école Bukkoji du bouddhisme Shinshu)
- Tomita (ville de Takatsuki, préfecture d'Osaka) — Temple Kyogyoji
- Kaizuka (ville de Kaizuka, préfecture d'Osaka) — Temple Gansenji
- Hirakata (ville d'Hirakata, préfecture d'Osaka) — Temple Junkoji
- Invitation (ville d'Hirakata, préfecture d'Osaka) — Temple Keioji
- Sortie (ville d'Hirakata, préfecture d'Osaka) — Temple Kozenji
- Temple Kuhoji (ville de Yao, préfecture d'Osaka) — Temple Kenshoji, temple Kuhoji Gobo
- Yao (ville de Yao, préfecture d'Osaka) — Temple Daishinji, Yao Gobo
- Kayafuri (ville de Yao, préfecture d'Osaka) — Temple Ekoji, Kayafuri Gobo
- Tondabayashi (ville de Tondabayashi, préfecture d'Osaka) — Temple Koshoji Tondabayashi Betsuin (temple Tondabayashi Gobo, ville-temple de l'école Shinshu Kosho) (district de préservation important pour des groupes de bâtiments traditionnels)
- Ogatsuka (ville de Kanan, district de Minamikawachi, préfecture d'Osaka) — Temple Kenshoji, Ogatsuka Gobo

#### Préfecture de Hyogo
- Amagasaki (ville d'Amagasaki, préfecture de Hyogo) — Temple Honkoji et Temple Choenji (villes-temples de l'école Honmon de la secte Hokke et de la secte Nichiren, respectivement)
- Tsukaguchi (ville d'Amagasaki, préfecture de Hyogo) — Temple Koshoji Tsukaguchi Betsuin (Temple Shogenji)
- Obama (ville de Takarazuka, préfecture de Hyogo) — Temple Gosetsuji

#### Préfecture de Nara

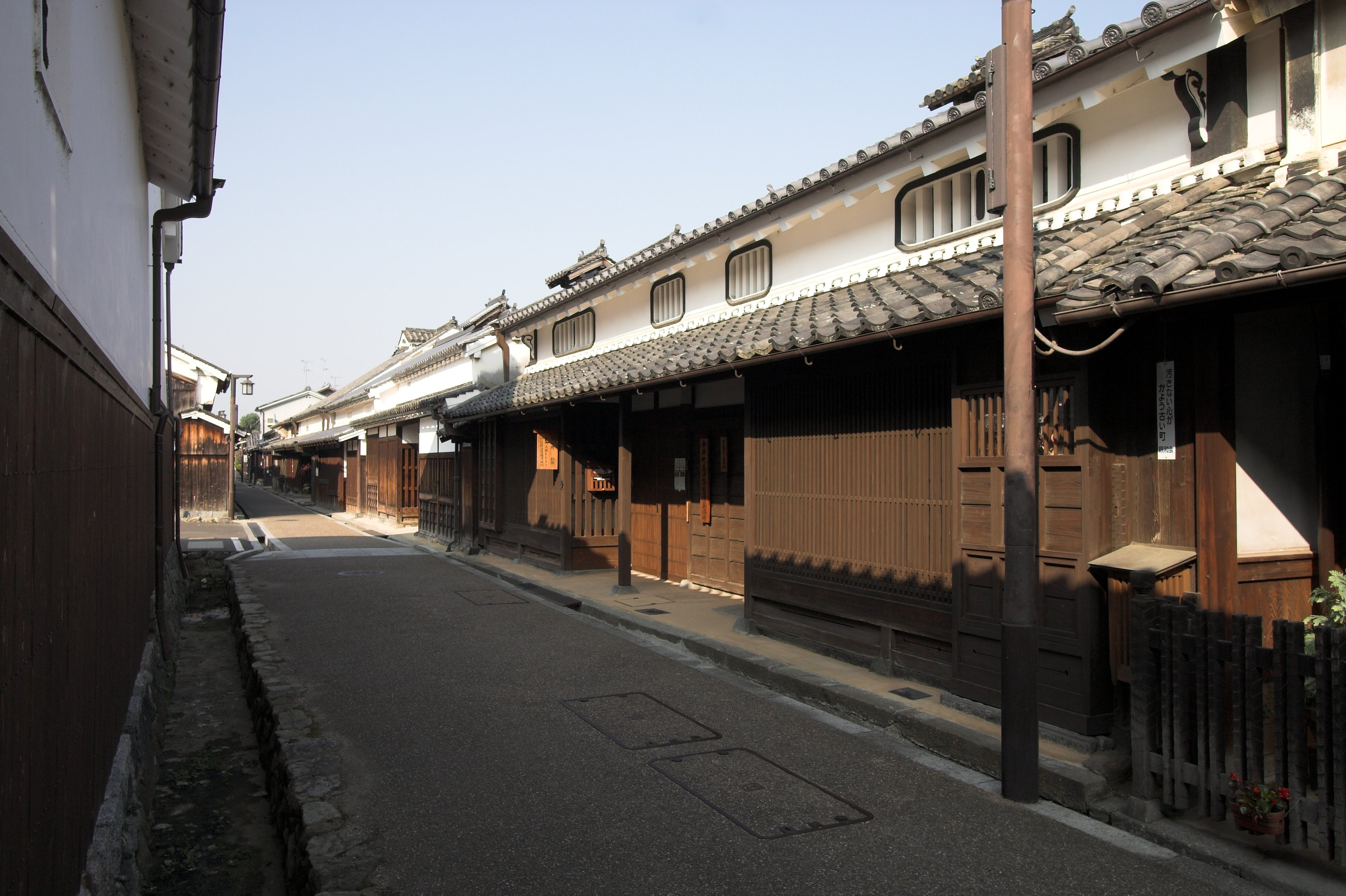
Ville d'Imai Teranai

- Imai (ville de Kashihara, préfecture de Nara) — Temple Shonenji, Imai Gobo (quartier de préservation important pour des groupes de bâtiments traditionnels)
- Takada (ville de Yamatotakada, préfecture de Nara) — Temple Senryokuji, Takada Gobo
- Tawaramoto (ville de Tawaramoto, district d'Isoki, préfecture de Nara) — Temple Joshoji, Tawaramoto Gobo
- Hashio (ville de Koryo, district de Kitakatsuragi, préfecture de Nara) — Temple Kyogyoji, Hashio Gobo
- Higashi Gosho (ville de Gose, préfecture de Nara) — Temple Enshoji, Gosho Gobo
- Shimoichi (ville de Shimoichi, district de Yoshino, préfecture de Nara) — Temple Gangyoji, Shimoichi Gobo
- Iigai (ville de Yoshino, district de Yoshino, préfecture de Nara) — Temple Honzenji, Iigai Gobo

#### Préfecture de Wakayama
- Gobo (ville de Gobo, préfecture de Wakayama) — Honganji Hidaka Betsuin